# Tommaso De Ocheda
Deodato Nemesio Tommaso De Ocheda (Tortona, 18 dicembre 1757 – Firenze, 16 febbraio 1831) è stato un umanista italiano conoscitore del latino, del greco, dell'ebraico e di diverse lingue moderne, cultore di filosofia e poesia, e bibliotecario prima del celebre bibliofilo di Amsterdam Pietro Antonio Crevenna e poi di George John Spencer a Londra.
La Biblioteca Civica di Tortona è stata intitolata nel 1999 a Tommaso De Ocheda.

## Biografia

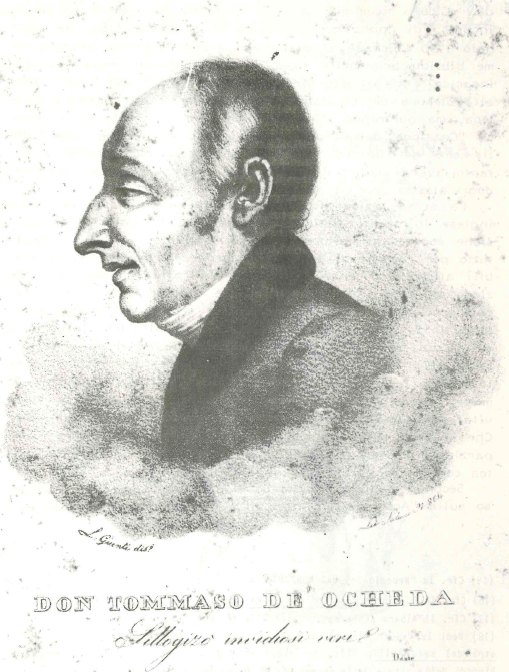

I De Ocheda discendono da un illustre casato d'origine iberica che durante la dominazione spagnola in Italia (1535-1698) si stabilì in Lombardia. Il nonno di Tommaso De Ocheda, Don Francesco De Ocheda, capitano negli eserciti di Spagna, discendeva dal ramo degli Ojeda di Siviglia. Il figlio, Don Diego De Ocheda, si stabilì a Tortona certamente all'inizio del XVIII secolo, poiché il suo nome e quello del figlio Carlo compaiono nel censimento del 1754.
Dopo la morte della prima moglie e madre di Carlo, Josepha Calvino, Don Diego sposa Teresa Bigurra il 21/02/1757. A seguito della morte del padre, avvenuta prima del 1768, fu il fratello Carlo, più grande di circa 17 anni, ad occuparsi del fratello Tommaso e dei suoi studi. Inizialmente Tommaso fu educato privatamente dall'Arciprete Cortese, in seguito inviato al Collegio dei gesuiti di Monza, dove studiò fra il 1768 e il 1775. Quindi fu avviato agli studi giuridici prima a Bologna (1779) e poi a Pavia (1783/84), ma senza ottenere la laurea come lui stesso lascia intendere nelle sue lettere.
Negli anni giovanili fu molto attratto dagli studi filosofici ed infatti si dedicò alla stesura di un libro sulla filosofia degli antichi come si evince da alcune lettere inviate al fratello: in esse Tommaso descrive l’impianto dell’opera, divisa nelle sezioni di metafisica, morale e fisica. Alla fine del 1784, grazie all'interessamento di diversi intellettuali, partì per Amsterdam e dal 1785 al 1789 Tommaso fu impegnato come bibliotecario presso Pietro Antonio Crevenna Bolongaro, colto mercante milanese ivi residente, possessore di un’eccezionale collezione libraria. Nel 1789 sopravvenute difficoltà finanziarie del Crevenna obbligarono Tommaso a lasciare Amsterdam e trovare una nuova occupazione. Dopo una breve permanenza all'Aia come segretario particolare del Conte di Mirabello, rappresentante del sovrano sabaudo presso le Province Unite, Tommaso partì per Londra. Grazie alle raccomandazioni del Cavaliere di Revel presso Lord North, Tommaso divenne nel 1790 il bibliotecario di Lord George John Spencer e per ben 29 anni si occupò della straordinaria collezione di Althorp. Il bibliotecario lavorò alla stesura di un corposo catalogo, seguendo il metodo enciclopedico, ma non riuscì a pubblicarlo. Fu invece il celebre bibliografo  Thomas Frognall Dibdin che riutilizzò largamente i materiali senza fare menzione esplicita del De Ocheda e tra il 1814 e il 1823 pubblicò il grande catalogo della Bibliotheca Spenceriana in 7 volumi. 
Nel 1818 Tommaso decise, forse per motivi di salute, di rientrare in Italia e, nonostante il suo desiderio fosse quello di trascorrere gli ultimi suoi anni a Tortona, si stabilì infine a Firenze. Nelle sue lettere alla cognata e al nipote fa spesso riferimento infatti a problemi legati alla sua eredità e a debiti familiari. Anche a Firenze Tommaso continuò ad intrattenere per diversi anni rapporti con intellettuali italiani e stranieri grazie alla sua cultura ed erudizione e morì infine il 16 febbraio 1831. 

## Opere

### Opere derivate
- Il volume Tommaso De Ocheda, Lettere a familiari e amici (1779-1830) con saggi di Giuseppe Decarlini, Rudj Gorian, Fausto Miotti, a cura di Cinzia Rescia, Edizioni dell'Orso, 2023, raccoglie e presenta le missive autografe di Tommaso De Ocheda che sono situabili nell'arco temporale tra il 1779 e il 1830 e che sono indirizzate principalmente a familiari e amici. Questa pubblicazione offre uno strumento tangibile di lavoro e di ricerca che permette di accedere a una preziosa raccolta di pensieri intimi e personali, in cui i ricercatori sapranno trovare spunti di studio e di approfondimento in direzioni molteplici. Già è stata possibile, d esempio, la ricostruzione piuttosto esaustiva dell'albero genealogico della famiglia De Ocheda Calvino, che si può vedere nella fotografia allegata.Albero genealogico della famiglia De Ocheda - Calvino

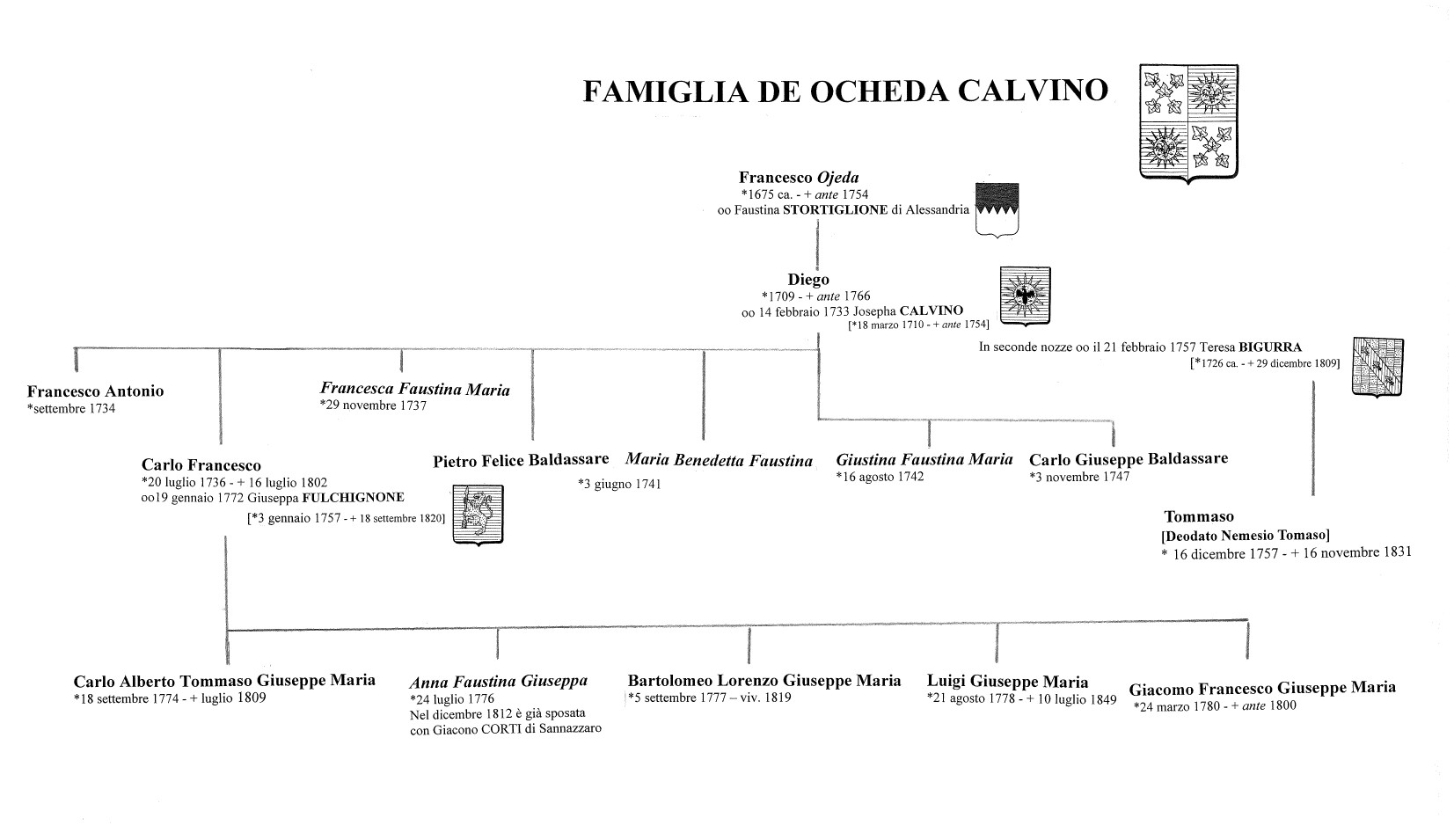
Albero genealogico della famiglia De Ocheda - Calvino